# Marissa Cooper
Marissa Cooper es un personaje de la serie The O.C., y es interpretada por la actriz Mischa Barton.

## Primera temporada
Marissa es una niña rica de 16 años Newport Beach, California, donde su familia sufre unos cambios dramáticos, como la separación de sus padres, la boda de su madre y la marcha de su padre. Al comienzo de la serie llega un chico llamado Ryan Atwood del que poco a poco empieza a enamorarse. El padre de Marissa, Jimmy Cooper, es detenido por fraude, y se declara en bancarrota, aunque más tarde recuperara su empleo. Después, descubre que su novio, Luke Ward la ha estado engañando con otra durante el viaje a Tijuana, México con Summer Roberts, Ryan Atwood, y Seth Cohen, donde Marissa debido a todo lo sucedido mezcla tequila con pastillas somníferas llegando a perder el conocimiento y a estar cerca de la muerte , a punto de morir Ryan la encuentra y la salva. A partir de entonces empeora su relación con su familia y aumenta su adicción al alcohol, presente desde el primer episodio de la serie.
Durante el resto de la temporada, mantiene una relación sentimental con Ryan, que salen juntos durante un tiempo hasta que su relación es interrumpida por Oliver Trask. Oliver es un chico con grandes problemas psicológicos.

## Segunda temporada
En la segunda temporada Marissa ya es adicta al alcohol, lo utiliza para refugiarse de una vida que odia, está saliendo con el jardinero. Sigue enamorada de Ryan pero él después de descubrir que ella le había ocultado la relación que había mantenido en su ausencia piensa que no deben estar juntos y comienza a salir con otra chica. Marissa, desconcertada tras perder a la persona a la que ama, inicia una relación con alguien de su mismo sexo, Alex, relación que termina fracasando debido a que Ryan, a quien siempre quiso, vuelve a prestarle atención y vuelven a ser novios. Trey, el hermano de Ryan intenta violarla cuando iba drogado, Ryan, tras bastante tiempo, lo descubre, pierde los papeles e intenta matarlo. Marissa los descubre peleando, Trey le gana a Ryan y cuando se preparaba a matarlo ella toma la pistola de Trey, la cual se encontraba en el suelo, y le pega un tiro en la espalda.

## Tercera temporada
A Marissa la expulsan del Colegio Harbor y tiene que cambiarse a un colegio público donde conoce a Johnny, que a mitad de la temporada muere.
Marissa sigue con Ryan por un buen tiempo hasta que los problemas que agobian a ésta por la muerte de Johnny y sus problemas emocionales acaban para siempre con la relación, aunque ambos siguen amándose. Luego de esto Marissa entabla una relación más fuerte con Volchok, que es un chico drogadicto y de mala vida. Ryan acepta esto y le dice a Volchok que cuide a Marissa. Finalmente Marissa termina con Volchok porque este la engañó con otra chica, a pesar de sus esfuerzos por recuperarla, Marissa quiere volver a entablar una relación con Ryan, pero no la empieza, debido a que ella, se quiere ir con su padre un año a trabajar en su barco aunque antes de marcharse sufre un accidente de coche, ocasionado por Volchok, en el cual muere trágicamente en los brazos de Ryan.